# Mont Nabi Yunis
Le mont Nabi Yunis est une montagne de Palestine, le point culminant du pays. Elle se situe à une altitude de 1 030 mètres dans la ville de Halhul en Cisjordanie.